# Ten Out of 10
Albums de 10cc
Look Hear?
(1980) Windows in the Jungle
(1983)
Ten Out of 10 est le huitième album studio du groupe de rock anglais 10cc, sorti fin 1981.

## Titres

### Face 1
| No | Titre                                      | Durée |
| -- | ------------------------------------------ | ----- |
| 1. | Don't Ask (Gouldman)                       | 4:02  |
| 2. | Overdraft in Overdrive (Gouldman, Stewart) | 3:26  |
| 3. | Don't Turn Me Away (Stewart)               | 5:07  |
| 4. | Memories (Gouldman, Stewart)               | 4:58  |
| 5. | Notell Hotel (Gouldman, Stewart)           | 4:58  |

### Face 2
| No | Titre                                           | Durée |
| -- | ----------------------------------------------- | ----- |
| 1. | Les Nouveaux Riches (Stewart)                   | 5:14  |
| 2. | Action Man in a Motown Suit (Gouldman, Stewart) | 4:46  |
| 3. | Listen With Your Eyes (Gouldman, Stewart)       | 3:15  |
| 4. | Lying Here With You (Gouldman)                  | 3:24  |
| 5. | Survivor (Gouldman, Stewart)                    | 5:48  |

## Musiciens
- Eric Stewart : guitares, basse, pianos, synthétiseurs, percussions, chant
- Graham Gouldman : basse, guitares, percussions, sitar, chant
- Paul Burgess : batterie, percussions
- Rick Fenn : guitare, basse, chœurs
- Marc Jordan : orgue, pianos, chœurs
- Vic Emerson : synthétiseurs, pianos, basse
- Lenni Crookes : saxophone sur Don't Turn Me Away
- Simon Phillips : batterie sur Survivor et Tomorrow's World Today
- Keith Bessey : maracas sur Survivor
- Andrew Gold : basse, guitare, pianos, synthétiseurs, percussions, chant